# Ronde van de Toekomst 1994
De Ronde van de Toekomst 1994 (Frans: Tour de l'Avenir 1994) werd gehouden van 7 tot en met 18 september in Frankrijk. De ronde bestond uit een proloog en elf etappes waarvan de elfde een individuele tijdrit. 

## Etappe-overzicht
| etappe  | datum        | start              | finish             | afstand      | winnaar              | klassementsleider  |
| ------- | ------------ | ------------------ | ------------------ | ------------ | -------------------- | ------------------ |
| proloog | 7 september  | Saint-Evarzec      | Saint-Evarzec      | 6 km         | Eddy Seigneur        | Eddy Seigneur      |
| 1e      | 8 september  | Saint-Evarzec      | Saint-Evarzec      | 151 km       | Robbie McEwen        | Eddy Seigneur      |
| 2e      | 9 september  | Saint-Evarzec      | Caudan             | 167,5 km     | Erik Zabel           | Eddy Seigneur      |
| 3e      | 10 september | Caudan             | Plabennec          | 198,5 km     | Maarten den Bakker   | Maarten den Bakker |
| 4e      | 11 september | Plabennec          | Plerin             | 193 km       | Jeroen Blijlevens    | Maarten den Bakker |
| 5e      | 12 september | Plerin             | Mauron             | 132 km       | Erik Zabel           | Maarten den Bakker |
| 6e      | 13 september | Mauron             | Mont Saint Michel  | 134,5 km     | Bertrand Ziegler     | Maarten den Bakker |
| 7e      | 14 september | Mont Saint Michel  | Alençon            | 175,5 km     | Erik Zabel           | Maarten den Bakker |
| 8e      | 15 september | Alençon            | Bonchamp-lès-Laval | 150 km       | Erik Zabel           | Maarten den Bakker |
| 9e      | 16 september | Bonchamp-lès-Laval | Saumur             | 160 km       | Jean-Christophe Bloy | Maarten den Bakker |
| 10e     | 17 september | Saumur             | Le Puy-du-Fou      | 103,5 km     | Tom Steels           | Maarten den Bakker |
| 11e     | 18 september | Le Puy-du-Fou      | Le Puy-du-Fou      | 19,5 km (it) | Didier Rous          | Ángel Casero       |

## Eindklassementen

### Algemeen klassement
| rang | renner             | land      | tijd        |
| ---- | ------------------ | --------- | ----------- |
| 1    | Ángel Casero       | Spanje    | 37u 32' 36" |
| 2    | Maarten den Bakker | Nederland | op 0' 15"   |
| 3    | Franck Bouyer      | Frankrijk | op 0' 53"   |
| 4    | Didier Rous        | Frankrijk | op 0' 56"   |
| 5    | Stéphane Heulot    | Frankrijk | op 1' 27"   |
| 6    | Bertrand Ziegler   | Frankrijk | op 1' 34"   |
| 7    | Gilles Bouvard     | Frankrijk | op 1' 39"   |
| 8    | Bruno Thibout      | Frankrijk | op 1' 41"   |
| 9    | Laurent Roux       | Frankrijk | op 1' 48"   |
| 10   | Henk Vogels        | Australië | op 1' 49"   |

### Puntenklassement
| rang | renner          | land      | tijd |
| ---- | --------------- | --------- | ---- |
| 1    | Tristan Hoffman | Nederland | p    |

### Bergklassement
| rang | renner           | land       | tijd |
| ---- | ---------------- | ---------- | ---- |
| 1    | Michael Blaudzun | Denemarken | p    |